# Haplogrups del cromosoma Y humà
Els haplogrups del cromosoma Y humà són haplogrups humans definits per diferències en l'ADN del cromosoma Y humà.
Els haplogrups són anomenats amb lletres des de l'A fins a la T, i se subdivideixen amb números i lletres en minúscula. Les denominacions dels haplogrups són establertes pel Y Chromosome Consortium .
L'Adam cromosòmic és el que hauria tingut l'avantpassat comú més recent per via patrilineal de tota la humanitat. Cal fer notar que, mentre la separació patrilineal dels humans es va donar fa uns 140.000 anys, l'arbre matrilineal indica que l'avantpassada comuna més recent de tota la humanitat és de fa uns 200.000 anys.

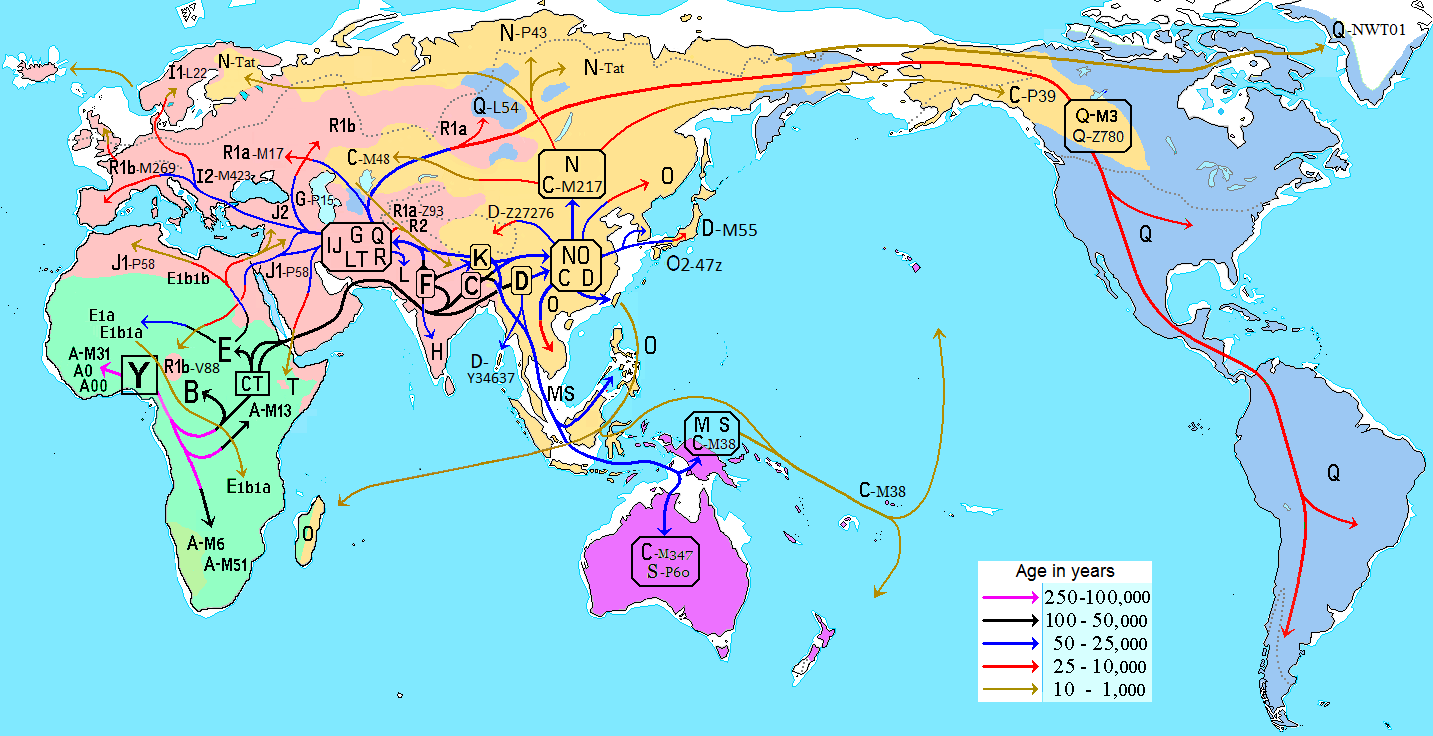
Mapa hipotètic de l'emigració basada en l'ADN del cromosoma Y

## Haplogrups principals
Els haplogrups principals són:

### Taula
| Haplogrups del cromosoma Y humà |                 |   |   |   |    |    |    |    |    |   |    |    |   |    |    |    |    |    |   |   |   |  |
|                                 | Adam cromosòmic |   |   |   |    |    |    |    |    |   |    |    |   |    |    |    |    |    |   |   |   |  |
| \|                              |                 |   |   |   |    |    |    |    |    |   |    |    |   |    |    |    |    |    |   |   |   |  |
|                                 | A               | A | A | A | BT |    |    |    |    |   |    |    |   |    |    |    |    |    |   |   |   |  |
|                                 |                 |   | B | B | B  | CT | CT | CT | CT |   |    |    |   |    |    |    |    |    |   |   |   |  |
|                                 |                 |   |   |   | DE | DE | C  | F  | F  | F | F  | F  |   |    |    |    |    |    |   |   |   |  |
|                                 |                 |   |   |   | D  | E  |    |    | G  | H | IJ | IJ | K | K  | K  | K  |    |    |   |   |   |  |
|                                 |                 |   |   |   |    |    |    |    |    |   | I  | J  |   | LT | MS | MS | NO | NO | P | P |   |  |
|                                 |                 |   |   |   |    |    |    |    |    |   |    |    |   |    |    |    | N  | O  |   | Q | R |  |
|                                 |                 |   |   |   |    |    |    |    |    |   |    |    |   |    |    |    |    |    |   |   |   |  |

### Grups A i B
Els haplogrups A i B només es troben en l'Àfrica subsahariana (i en les poblacions extretes recentment, principalment via l'esclavatge en el colonialisme). La primera branca a separar-se va ser la A, amb la mutació M91. Tota la resta de grups són resumits com a BR (també coneguts com a YxA).
- Haplogrup A (M91)
- BR (M42, M94, M139, M299) ca. 55.000 anys.
  - Haplogrup B (M60)
  - CR (vegeu més a sota)

### Grups amb la mutació M168 (CR)
M168 i M294 són les mutacions que defineixen la separació de CR (tots els haplogrups excepte A i B). Aquesta mutació precedeix la migració de Sortida d'Àfrica. Les mutacions definidores de DE, probablement, van ocórrer al Nord-est d'Àfrica fa uns 50.000 anys.
- Haplogrup C (M130, M216)
- DE (M1, M145, M203) ca. 50 kya
  - Haplogrup D (M174)
  - Haplogrup E (M40, M96)
    - Haplogrup E3a (M2)
    - Haplogrup E3b (M35)
- Haplogrup F (M89, M213)
  - GR (vegeu més a sota)

### Grups descendents de l'haplogrup F (GR)
Els grups descendents de l'haplogrup F es troben en un 90% de la població mundial, però quasi exclusivament fora de l'Àfrica subsahariana. La mutació IJ correspon a una segona onada de sortida d'Àfrica fa uns 45.000 anys que es va escampar per Europa (Cro-Magnon).
L'haplogrup G és originat a l'Orient Mitjà o al Caucas, o potser en zones més orientals com al Pakistan fa uns 30.000 anys, i es va escampar per Europa amb la Revolució del Neolític. L'haplogrup H, probablement, va aparèixer a l'Índia fa entre 30 i 40.000 anys, on roman com a prevalent, i s'escampà cap a Occident en períodes històrics amb la migració dels gitanos. L'haplogrup K, probablement, es va originar al sud-oest d'Àsia i s'escampà per Àfrica, Euràsia, Austràlia i el sud del Pacífic.
- Haplogrup G (M201) 30.000 anys
- Haplogrup H (M52)
- IJ (S2, S22) ca. 45.000 anys
  - Haplogrup I (M170, M258)
  - Haplogrup J (M304, S6, S34, S35)
    - Haplogrup J1
    - Haplogrup J2 (M172)
- Haplogrup K (M9)

### Grups descendents de l'haplogrup K (LR)
L'haplogrup L es troba principalment al sud asiàtic. L'haplogrup M és el més prevalent a Papua Nova Guinea. L'haplogrup NO va aparèixer fa uns 35-40.000 anys a l'Àsia central.
L'haplogrup N probablement va ser originat a Mongòlia i es va escampar tant a l'est cap a Sibèria com a l'oest, i és el grup més comú entre els pobles uràlics. L'haplogrup O es troba a l'extrem oriental d'Àsia i a Oceania. L'haplogrup P va donar lloc als grups Q i R, i es pot trobar rarament en estat indiferenciat. Es va desenvolupar probablement a l'Àsia central o a la regió d'Altai. L'haplogrup Q també es va originar a l'Àsia central, i migrà per l'est a Amèrica del Nord.
- Haplogrup L (M20)
- Haplogrup M (M4)
- NO (M214) 35-40.000 anys
  - Haplogrup N (LLY22g)
  - Haplogrup O (M175)
    - Haplogrup O3 (M122)
- Haplogrup P (M45)
  - Haplogrup Q (M130)
    - Haplogrup Q3 (M242)

  - Haplogrup R (M207, M306)

### Haplogrup R
La massa de l'haplogrup R es troba representada en els llinatges R1a i R1b.
L'R1a és probable que s'originés a les estepes euroasiàtiques, i està assocaida amb la cultura de Kurgan i l'expansió protoindoeuropea. Es troba principalment a l'Àsia central i occidental, l'Índia, i entre els pobles eslaus de l'Europa de l'Est. L'R1b es va originar abans o durant l'última glaciació, quan es va concentrar en refugiar-se al sud d'Europa. Es troba més fàcilment entre la població europea, sobretot entre els irlandesos més occidentals.
- Haplogrup R1 (M173)
  - Haplogrup R1a (M17)
  - Haplogrup R1b (M343)
- Haplogrup R2 (M124)